# Forster György (író)
Forster György (Szombathely, 1905. szeptember 23. – Budapest, 1955. július 12.) író, újságíró.

## Életútja
Szülei Forster György és Sóváry Erzsébet. 1927. november 6-án Budapesten feleségül vette Sipos Jolánt.
Írói álnevei: B. Betnar, G. Berry, Forrai György, G. Forster, G. Lawrence, A. C. Paddington, O. Wood.
Regényeinek túlnyomó többsége a Stádium Kiadó gondozásában jelent meg a Tarka regénytár sorozatban illetve néhány ugyanitt szerzői magánkiadásban a Kalandos tarka regények sorozatban.
1942-ben Pestszenterzsébeten élt mint a budapesti Antenna képes rádió hetilap munkatársa.

## Művei[7]
- Ali-Csod kincse (részlet), Küzdj és bizzál! - Szépirodalmi folyóirat 1926. november 3.-i számában, III. évf. 86. szám, Hellas Irodalmi R. T., Budapest, 1926
- Rózsák asszonya, Hellas, Budapest, 1927
- Különös szenvedély, Heti Hírek 28., 1935
- Forster György/G. Forster:[8]A titokzatos S/7. - regény a kémek világából, Tarka regénytár I/3., Stádium Kiadó, Budapest, 1935
- G. Forster: Embervásár Abesszíniában,[9] Tarka regénytár I/6., Stádium Kiadó, Budapest, 1935
- G. Forster: Életre-halálra Abesszíniában,[10] Tarka regénytár I/11., Stádium Kiadó, Budapest, 1935
- G. Forster: A négus kincses földjén, Tarka regénytár I/14., Stádium Kiadó, Budapest, 1935
- (A. Forest:[11] Párbaj a levegőben, Tarka regénytár II/51., Stádium Kiadó, Budapest, 1936)
- G. Forster: A sátán temploma, Tarka regénytár II/6., Stádium Kiadó, Budapest, 1936
- G. Forster: Ninive zsarnoka, Tarka regénytár II/27., Stádium Kiadó, Budapest, 1936
- G. Forster: A vérző Barcelona, Tarka regénytár II/39., Stádium Kiadó, Budapest, 1936
- G. Forster: A san-sebastiani futár, Tarka regénytár II/45., Stádium Kiadó, Budapest, 1936
- G. Forster: Ninette, Tarka regénytár III/1., Stádium Kiadó, Budapest, 1937
- G. Forster: Tom Bailey milliói, Tarka regénytár III/3-4., Stádium Kiadó, Budapest, 1937
- G. Forster: Szökés az Ördögszigetről, Tarka regénytár III/17., Stádium Kiadó, Budapest, 1937
- G. Forster: Merénylő a léghajón, Tarka regénytár III/27., Stádium Kiadó, Budapest, 1937
- G. Forster: Linch a vadnyugaton, Tarka regénytár III/37., Stádium Kiadó, Budapest, 1937
- G. Lawrence: Kanada kék csillaga, Tarka regénytár III/51., Stádium Kiadó, Budapest, 1937
- G. Lawrence: A bronzarcú rém, Tarka regénytár IV/13., Stádium Kiadó, Budapest, 1938
- G. Lawrence: A Sárga-tenger kalóza,[12] Tarka regénytár IV/15., Stádium Kiadó, Budapest, 1938
- G. Lawrence: A sanghai pilóta, Tarka regénytár IV/22., Stádium Kiadó, Budapest, 1938
- G. Lawrence: Az acélkirály, Tarka regénytár IV/30., Stádium Kiadó, Budapest, 1938
- G. Forster: A borzalmak szigete,[13] Tarka regénytár IV/36., Stádium Kiadó, Budapest, 1938
- B. Betnar: A légió élőhalottjai, Tarka regénytár IV/42., Stádium Kiadó, Budapest, 1938
- G. Lawrence: Indra szent zászlója, Tarka regénytár IV/45., Stádium Kiadó, Budapest, 1938
- G. Forster: A hajóroncs kísértete,[14] Tarka regénytár IV/46., Stádium Kiadó, Budapest, 1938
- G. Lawrence: A pokol kapuja, Tarka regénytár IV/49., Stádium Kiadó, Budapest, 1938
- G. Lawrence: A gyémántföld kalózai, Tarka regénytár V/40., Stádium Kiadó, Budapest, 1939
- A. C. Paddington: Kísértet a prérin,[15] Tarka regénytár V/7., Stádium Kiadó, Budapest, 1939
- G. Forster: A pokol hercege,[16] Tarka regénytár V/19., Stádium Kiadó, Budapest, 1939
- B. Betnar:[17] A spanyol légió kapitánya, Kalandos tarka regények, szerzői magánkiadás, Stádium Kiadó, Budapest, 1939
- ?: Az arany hajó lázadói, Kalandos tarka regények, szerzői magánkiadás, Budapest, 1940
- O. Wood:[18] A kanadai prémvadász, Kalandos tarka regények, szerzői magánkiadás, Budapest, 1940
- G. Forster: A szárnyas kígyó, Tarka regénytár V/46., Stádium Kiadó, Budapest, 1940
- A. C. Paddington: Az ördögszikla lovasa, szerzői magánkiadás, Budapest, 1940
- G. Forster: Rémület Melisonban, Közművelődési kft., Budapest, 1940
- G. Lawrence: A légió árulói, szerzői magánkiadás, Budapest, 1940
- G. Berry: A szent barlang titka, szerzői magánkiadás, Budapest, 1940
- B. Betnár: Hallidan a mesterlövő, szerzői magánkiadás, Budapest, 19??
- G. Forster: A bosszú völgye, Közművelődési Kft., Budapest, 1940 körül
- A világítótorony őre (elbeszélés), Élet, A Szent István Társulat hetilapja - XXXII. évfolyam 7.? szám, Budapest, 1941
- G. Forster: A halálerőd,[19] Tarka regénytár VI/40., Stádium Kiadó, Budapest, 1941
- G. Forster: Egy éjszaka rejtelmei, Tarka regénytár VI/42., Stádium Kiadó, Budapest, 1941
- Csempészhajó, Érdekes regények - röptében a világ körül I.31., 1941
- Drávaparti szerelem,[20] Közművelődési Kft., Budapest, 1942
- Éjféli találkozó[21] - Romantikus történet, Csíkos sarkú regény, Alfa kiadó, Pestszenterzsébet, 1942
- Nincs tovább, Csíkos sarkú regény, Baross Ny., Pestszentlőrinc,1942
- Senki lánya, Csíkos sarkú regény, Alfa kiadó, Pestszenterzsébet, 1942
- Önítélet, Bartl Ferenc kiadója, Budapest, 1942 (kisregény)
- Baksa Ferenc házassága, Dóczy Regény, Budapest, 1943 (kisregény)
- Ágnes választása, Zajzon Barnáné kiadója, Budapest, 1943 (kisregény)
- A bécsújhelyi futár, Zajzon Barnáné kiadója, Budapest, 1943 (kisregény)
- Csók az erdőben, Rozs Kálmán kiadó, Budapest, 1943
- Havasi eskü,[22] Zajzon Barnáné kiadója, Budapest, 1943 (kisregény)
- A jöttment, Rozs Kálmán kiadó, Budapest, 1943 (kisregény)
- Orvvadászok, Közművelődési Kft., Budapest, 1943 (kisregény)
- Rádióállomás a trópuson - rádióregény, Athenaeum, Budapest, 1943 (novella?)
- Rövidzárlat a rádióban, A Színházi magazin 1943. 6. sz. rádiómelléklete, 1943 (novella?)
- A sors íródeákja, Zajzon Barnáné kiadója, Budapest, 1943 (kisregény)
- „Tábori posta 114/3”, Zajzon Barnáné kiadója, Budapest, 1943 (kisregény)
- Téli förgeteg, Zajzon Barnáné kiadója, Budapest, 1943 (kisregény)
- „Utolsó pogányok”, Zajzon Barnáné kiadója, Budapest, 1943 (kisregény)
- Útravalóul: szerelem, Zajzon Barnáné kiadója, Budapest, 1943 (kisregény)
- Vihar a Bakonyban, Zajzon Barnáné kiadója, Budapest, 1943 (kisregény)
- Zsófi diák házassága, Zajzon Barnáné kiadója, Budapest, 1944 (kisregény)
- Forrai György: Asszony a viharban, Nagyvárosi Regények, 1947[23]